# Karl Endres
Karl Endres (* 15. Juni 1911 in Erlabrunn; † 29. Dezember 1993 in Würzburg) war ein deutscher Basketballspieler.

## Werdegang
Karl Endres war Teil der deutschen Nationalmannschaft, die beim ersten olympischen Basketballturnier bei den Olympischen Sommerspielen 1936 in Berlin den 15. Platz belegte.
Endres war Soldat und spielte für die Heeressportschule Wünsdorf.